# Щельябозьке сільське поселення
Щельябо́зьке сільське поселення (рос. Щельябожское сельское поселение) — муніципальне утворення у складі Усінського міського округу Республіки Комі, Росія. Адміністративний центр — село Щельябож.

## Населення
Населення — 1021 особа (2010; 1181 у 2002, 1210 у 1989).

## Склад
До складу поселення входять такі населені пункти:
| Населений пункт     | Населення, осіб (1989) | Населення, осіб (2002) | Населення, осіб (2010) |
| ------------------- | ---------------------- | ---------------------- | ---------------------- |
| Захарвань, присілок | 386                    | 409                    | 378                    |
| Кушшор, присілок    | 71                     | 45                     | 29                     |
| Праскан, присілок   | 83                     | 61                     | 44                     |
| Щельябож, село      | 670                    | 666                    | 570                    |